# Neon Trees
Neon Trees ist eine US-amerikanische Rockband aus Provo (zuerst aus Temecula, Kalifornien).

## Geschichte
Die Ursprünge der Band gehen bis ins Jahr 2005 zurück, nachdem Chris Allen und Tyler Glenn von Kalifornien nach Utah umzogen und dort auf den Bassisten Branden Campbell und die Schlagzeugerin/Sängerin Elaine Bradley stoßen. Zwar musizierten Allen und Glenn bereits lange vorher zusammen, als Neon Trees traten sie aber erst unter dieser Besetzung auf. Ende 2005 begannen sie dann also als Neon Trees zu spielen und machte bei lokalen Auftritten auf sich aufmerksam. 2006 veröffentlichte die Band dann ihre erste EP, Becoming Different People, während sie in Kalifornien auf lokaler Tour waren. Erst als der Schlagzeuger der Killers, Ronnie Vannucci, sie bei einem Konzert in Las Vegas sah, was dazu führte, dass sie für die Killers bei mehreren Terminen ihrer Nordamerika-Tournee 2008 als Vorgruppe auftraten konnte die Band auch überregionale Aufmerksamkeit verbuchen.
Anfang 2009 unterschrieben Neon Trees, auch durch Vannuccis Vermittlung, bei Mercury Records. Unter diesem Label erschien dann im März 2010 das Debütalbum der Gruppe, genannt Habits und erreichte Platz 113 der Billboard 200 Albums Chart. Die 2009 geschriebene Singleauskopplung Animal erreichte in den USA die 13. Chartposition und erhielt von der RIAA eine Platinauszeichnung. Die Band promotete ihren Song live in verschiedenen Shows, wie Jimmy Kimmel Live!, The Tonight Show with Jay Leno, Lopez Tonight und Live with Regis & Kelly. Auch in Großbritannien, wo der Song am 10. Januar 2011 als Single erschien, in Deutschland und Österreich konnte sich Animal in den Charts platzieren. Ende 2010 veröffentlichten Neon Trees die Weihnachtssingle Wish List und die Live-EP iTunes Live from SoHo.
Tourneen mit Thirty Seconds to Mars, My Chemical Romance und Duran Duran steigerten den Bekanntheitsgrad von Neon Trees weiter. Im November 2011 landeten sie mit Lessons in Love (All Day and All Night), einer Zusammenarbeit mit dem House-Produzenten Kaskade, der Platz 94 der Billboard Hot 100 erreichte, einen weiteren Hit. Eine Gitarren lastige Version des Songs erschien im April 2012 auf dem Album Picture Show. Das Album, das sowohl rockiger als auch elektronischer als Habits ist, wurde kurz nach seiner Veröffentlichung das erste Top-20-Album der Band. Die Singleauskopplung Everybody Talks aus Picture Show war ebenfalls ein Erfolg und erreichte im September Platz sechs der Billboard Hot 100. In den Jahren 2012 und 2013 tourten sie ausgiebig und teilten sich die Bühnen mit Künstlern wie Maroon 5, Taylor Swift, The Offspring und den Flaming Lips.
Noch im selben Jahr begannen dann auch die Aufnahmen für ein neues Album. Dafür taten sich Neon Trees wieder mit dem Habits-Produzenten Tim Pagnotta zusammen. Aufgenommen wurde sowohl in Provo, als auch in Cabo San Lucas, Los Angeles. Darauf folgte 2014 die Veröffentlichung der Single Sleeping with a Friend. Kurz darauf gab Glenn sein Coming Out bekannt, welches unter anderem auf dem im selben Jahr veröffentlichtem Album Pop Psychology thematisiert wurde. Dieses debütierte auf Platz 6 der Albumcharts. Außerdem erhielten Neon Trees für Sleeping With a Friend den BMI Pop Award. Nach einer 2017 veröffentlichten Single wurde es dann jedoch ruhig um Neon Trees. Zwar wurde zwei Jahre später die Arbeit im Studio wieder aufgenommen, das nächste Album I Can Feel You Forgetting Me erschien aber erst im Juli 2020.

## Stil
Sänger Tyler hat im YOU FM Interview den Sound der Band als „Post-Punk-Soul-Pop-Rock“ beschrieben. Außerdem sehen sie sich selbst als Musik-Nerds.

## Diskografie

### Alben
- 2010: Habits
- 2012: Picture Show
- 2014: Pop Psychology
- 2020: I Can Feel You Forgetting Me
- 2024: Sink Your Teeth

### EPs
- 2009: Start a Fire
- 2010: Animal – The Remixes
- 2010: iTunes Live from Soho

### Singles
- 2010: Animal
- 2010: 1983
- 2011: Your Surrender
- 2011: Sins of My Youth
- 2012: Everybody Talks (DE: Gold, UK: Platin)
- 2014: Sleeping with a Friend

## Auszeichnungen für Musikverkäufe
| Goldene Schallplatte - Brasilien - 2024: für die Single Everybody Talks - Dänemark - 2023: für die Single Everybody Talks - Neuseeland - 2024: für das Album Picture Show Platin-Schallplatte - Australien - 2011: für die Single Animal | 2× Platin-Schallplatte - Australien - 2013: für die Single Everybody Talks - Neuseeland - 2022: für die Single Everybody Talks |

Anmerkung: Auszeichnungen in Ländern aus den Charttabellen bzw. Chartboxen sind in ebendiesen zu finden.
| Land/RegionAuszeichnungen für Musikverkäufe (Land/Region, Auszeichnungen, Verkäufe, Quellen) | Silber  | Gold     | Platin       | Verkäufe  | Quellen              |
| -------------------------------------------------------------------------------------------- | ------- | -------- | ------------ | --------- | -------------------- |
| Australien (ARIA)                                                                            | —       | —        | 3× Platin3   | 210.000   | aria.com.au          |
| Brasilien (PMB)                                                                              | —       | Gold1    | —            | 30.000    | pro-musicabr.org.br  |
| Dänemark (IFPI)                                                                              | —       | Gold1    | —            | 45.000    | ifpi.dk              |
| Deutschland (BVMI)                                                                           | —       | Gold1    | —            | 150.000   | musikindustrie.de    |
| Neuseeland (RMNZ)                                                                            | —       | Gold1    | 2× Platin2   | 67.500    | radioscope.co.nz NZ2 |
| Vereinigte Staaten (RIAA)                                                                    | —       | Gold1    | 9× Platin9   | 9.500.000 | riaa.com             |
| Vereinigtes Königreich (BPI)                                                                 | Silber1 | —        | Platin1      | 800.000   | bpi.co.uk            |
| Insgesamt                                                                                    | Silber1 | 5× Gold5 | 15× Platin15 |           |                      |